# Diocesi di Orense
La diocesi di Orense (in latino Dioecesis Auriensis) è una sede della Chiesa cattolica in Spagna suffraganea dell'arcidiocesi di Santiago di Compostela. Nel 2021 contava 261.880 battezzati su 275.663 abitanti. È retta dal vescovo José Leonardo Lemos Montanet.

## Territorio
La diocesi comprende tutta la provincia di Ourense, eccetto la comarca di Valdeorras ad oriente che appartiene alla diocesi di Astorga.
Sede vescovile è la città di Ourense, dove si trova la cattedrale di San Martino.
Il territorio è suddiviso in 735 parrocchie, raggruppate in 28 arcipresbiterati.

## Storia
La data di erezione della diocesi è incerta. Tradizionalmente, la si fa risalire al 433, anno in cui a Lugo fu consacrato un vescovo per Orense. Nel 572 si trovano i primi riscontri storici certi: il vescovo Witmir partecipa al concilio di Braga. In questa data Orense appare come suffraganea di Lugo.
Ourense fu conquistata dagli arabi verso il 716 e la sede episcopale fu soppressa. Fu ristabilita nell'881, ma dall'anno 974 si incontra una lacuna nella successione, che riprende solo in seguito ad un secondo ristabilimento della diocesi il 31 luglio 1071. A partire da questa data Orense divenne suffraganea dell'arcidiocesi di Braga.
Il 27 febbraio 1120 entrò a far parte della provincia ecclesiastica di Santiago di Compostela.
Il 4 luglio 1194 fu consacrata la cattedrale.
Nel 1804 fu istituito il seminario diocesano, dedicato al Divino Maestro.
Il 30 settembre 1881 per effetto della bolla Gravissimum Christi di papa Leone XIII cedette all'arcidiocesi di Braga le due parrocchie di Tourém, frazione dell'attuale comune di Montalegre, e di Lama de Arcos, frazione dell'attuale comune di Chaves.
Il 17 ottobre 1954, in forza del decreto Quum sollemnibus della Congregazione concistoriale, furono rivisti i confini della diocesi per farli coincidere con quelli della provincia civile di Ourense, in applicazione del concordato tra la Santa Sede e il governo spagnolo del 1953. La diocesi di Orense cedette 5 parrocchie alla diocesi di Lugo e altre 12 cedute alla diocesi di Astorga; al contempo si ampliò con 4 parrocchie appartenute alla stessa diocesi di Astorga, con altre 12 parrocchie e i territori di Desteriz e di Padrenda sottratti alla diocesi di Tuy (oggi diocesi di Tui-Vigo), e con 4 parrocchie cedute dall'arcidiocesi di Santiago di Compostela.
Un'ulteriore modifica territoriale fu sancita il 21 dicembre 1959 con lo scambio di alcune parrocchie tra le diocesi di Astorga e di Orense.

## Cronotassi dei vescovi
Si omettono i periodi di sede vacante non superiori ai 2 anni o non storicamente accertati.
- Witimir o Witimiro † (menzionato nel 572)[3]
- Lupato † (menzionato nel 589)[4]
- Teodoro † (menzionato nel 610)[4]
- David † (prima del 633 - dopo il 638)[4]
- Gudisteo † (menzionato nel 646)[4]
- Sonna † (menzionato nel 653)[4]
- Hilario † (prima del 675 - dopo il 683)[4]
- Fructuoso † (prima del 688 - dopo il 693)[4]
  - Sede vacante
- Maydo ? † (? - circa 802 deceduto)
- Adulfo ? † (menzionato nell'820)
- Sebastián † (prima di febbraio 877 - dopo ottobre 889)[5]
- Censerico o Genserico † (dopo settembre 893 - prima di maggio 899)[5]
- Sumna † (menzionato nel 900)[5]
- Egila ? †
- Esteban † (menzionato nel 905)[6]
- Sant'Asurio † (prima del 909 - dopo agosto 922 dimesso)[6]
- Martín † (menzionato nel 923/924)[6]
- Diego I Pallítiz † (prima del 938 - dopo novembre 954)[6][7]
- Fredulfo † (prima di novembre 956 - dopo aprile 963)[6]
  - Sede unita a Oviedo (ante 976)[6]
- Diego II † (prima di febbraio 976 - dopo il 978)[6]
- Gonzalo † (prima del 982 - dopo giugno 985 deceduto)[6]
  - Sede unita a Tui (novembre 985 - inizio XI secolo)[8]
  - Sede unita a Lugo (ante 1022 - post 1037)[8]
- Vimara o Vimarano † (prima di luglio 1042 - dopo aprile 1045)[8]
  - Sede vacante o unita a Lugo (post 1045 - 1071)[8]
- Edoronio † (1071 - 1088)
- Pedro † (1088 - dopo il 21 agosto 1096 dimesso)
- Diego † (prima di giugno 1100 - 1132 deceduto)
- Martín † (1132 - dopo il 9 novembre 1156 deceduto)
- Pedro Seguín † (1157 - 1169 deceduto)
- Adam † (prima di luglio 1169 - 1173 deceduto)
- Alfonso † (1174 - 1213 deceduto)
- Fernando Méndez † (prima del 15 settembre 1213 - 18 luglio 1218 deceduto)
- Lorenzo † (prima del 30 novembre 1218 - 15 dicembre 1248 deceduto)
- Juan Díaz † (1249 - 1276 deceduto)
- Pedro Yañez de Novoa † (2 agosto 1286 - 1308 deceduto)
- Rodrigo Pérez † (7 ottobre 1308 - prima del 19 marzo 1311 deceduto)
- Gonzalo Daza y Osorio † (30 aprile 1311 - 1319 deceduto)
- Gonzalo Nuñez de Novoa † (25 settembre 1319 - 1332)
- Vasco Pérez Mariño † (1332 - prima del 14 gennaio 1343 deceduto)
- Álvaro Pérez de Viedma † (4 febbraio 1343 - 1351 deceduto)
- Juan Cardallac † (8 giugno 1351 - 18 giugno 1361 nominato arcivescovo di Braga)
- Alfonso Pérez Noya, O.F.M. † (23 agosto 1361 - gennaio o febbraio 1367 deceduto)
- Juan † (15 gennaio 1367 - 3 ottobre 1370 nominato vescovo di Segovia)
- Juan García Manrique † (5 gennaio 1371 - 5 ottobre 1375 nominato vescovo di Sigüenza)
- Martín † (5 ottobre 1375 - circa 1382 deceduto)
- Pascual García † (29 gennaio 1382 - 28 giugno 1390 nominato vescovo di Astorga)
- Diego Anaya Maldonado † (28 giugno 1390 - 16 ottobre 1392 nominato vescovo di Salamanca)
- Pedro Díaz † (16 ottobre 1392 - 1394 deceduto)
- Juan de Fusellis † (4 novembre 1394 - 17 marzo 1395 nominato vescovo di Zamora)
- Pedro † (17 marzo 1395 - 1408 deceduto)
- Francisco Alfonso † (13 novembre 1408 - ottobre 1419 deceduto)
- Alfonso de Cusanca, O.P. † (6 marzo 1420 - 28 luglio 1424 nominato vescovo di León)
- Álvaro Pérez Barreguín † (28 luglio 1424 - luglio 1425 deceduto)
- Diego Rapado † (20 luglio 1425 - 11 luglio 1442 nominato vescovo di Oviedo)
- Juan de Torquemada, O.P. † (11 luglio 1442 - 10 novembre 1445 dimesso)
- García Martinez † (10 novembre 1445 - 27 marzo 1447 nominato vescovo di Lugo)
- Pedro Silva y Tenorio, O.P. † (27 marzo 1447 - 19 ottobre 1461 nominato vescovo di Badajoz)
- Juan de Torquemada, O.P. † (26 gennaio 1463 - 8 giugno 1466 dimesso) (per la seconda volta)
- Alonso López de Valladolid † (8 giugno 1466 - febbraio 1469 deceduto)
  - Juan de Deza † (27 febbraio 1469 - 1469 deceduto) (vescovo eletto)
- Diego de Fonseca † (28 febbraio 1470 - 27 gennaio 1486 nominato vescovo di Coria)
- Antonio Pallavicini Gentili † (27 gennaio 1486 - 10 settembre 1507 deceduto)
  - Luigi di Aragona † (settembre 1507 - 7 giugno 1508 dimesso) (amministratore apostolico)
  - Pietro Isvalies † (7 giugno 1508 - 22 settembre 1511 deceduto) (amministratore apostolico)
  - Orlando Carretto della Rovere † (1º ottobre 1511 - 1527 deceduto) (amministratore apostolico)
- Fernando Valdés † (12 gennaio 1530 - 1º luglio 1532 nominato vescovo di Oviedo)
- Rodrigo Mendoza Manrique † (12 luglio 1532 - 11 luglio 1537 nominato vescovo di Salamanca)
- Antonio Ramírez de Haro † (11 luglio 1537 - 18 agosto 1539 nominato vescovo di Ciudad Rodrigo)
- Fernando Niño de Guevara † (18 agosto 1539 - 29 marzo 1542 nominato arcivescovo di Granada)
- Francisco Manrique de Lara † (29 marzo 1542 - 24 aprile 1556 nominato vescovo di Salamanca)
- Francisco Blanco Salcedo † (12 giugno 1556 - 13 aprile 1565 nominato vescovo di Malaga)
- Fernando Tricio Arenzana † (13 aprile 1565 - 13 giugno 1578 nominato vescovo di Salamanca)
- Juan de Sanclemente Torquemada † (5 settembre 1578 - 27 luglio 1587 nominato arcivescovo di Santiago di Compostela)
- Pedro González Acevedo † (27 luglio 1587 - 5 dicembre 1594 nominato vescovo di Plasencia)
- Miguel Ares Canaval † (19 dicembre 1594 - 1º gennaio 1611 deceduto)
- Sebastián Bricianos, O.F.M. † (17 agosto 1611 - 5 gennaio 1617 deceduto)
- Pedro Ruiz Valdivieso † (2 ottobre 1617 - 1º giugno 1621 deceduto)
- Juan de la Torre Ayala † (25 ottobre 1621 - 7 gennaio 1626 nominato vescovo di Ciudad Rodrigo)
- Juan Venido Castilla, O.F.M. † (19 gennaio 1626 - 17 marzo 1631 deceduto)
- Diego Zúñiga Sotomayor † (12 maggio 1631 - 9 gennaio 1634 nominato vescovo di Zamora)
- Luis García Rodríguez † (23 gennaio 1634 - 9 febbraio 1637 nominato vescovo di Astorga)
- Juan Velasco Acevedo † (2 marzo 1637 - 8 febbraio 1642 deceduto)
- Antonio Paiño Sevilla † (13 luglio 1643 - 18 agosto 1653 nominato vescovo di Zamora)
- Alonso de San Vítores y Fransarcén, O.S.B. † (1º settembre 1653 - 27 gennaio 1659 nominato vescovo di Zamora)[9]
- José de la Peña † (21 aprile 1659 - 20 marzo 1663 nominato vescovo di Calahorra)
- Francisco Rodríguez Castañón † (12 novembre 1663 - 12 dicembre 1667 nominato vescovo di Calahorra)
- Baltasar de los Reyes, O.S.H. † (30 gennaio 1668 - 30 gennaio 1673 nominato vescovo di Coria)
- Diego Ros de Medrano † (29 maggio 1673 - 24 marzo 1694 deceduto)
- Damián Cornejo, O.F.M. † (13 settembre 1694 - prima del 17 novembre 1706 dimesso)
- Juan de Arteaga y Dicastillo † (11 aprile 1707 - 17 settembre 1707 deceduto)
- Marcelino Siuri Navarro † (3 ottobre 1708 - 1º ottobre 1717 nominato vescovo di Cordova)
- Juan Muñoz de la Cueva, O.SS.T. † (1º ottobre 1717 - 2 giugno 1728 deceduto)
- Andrés Cid de San Pedro Fernández, O.Cist. † (15 novembre 1728 - 8 giugno 1734 deceduto)
- Juan Antonio de Zuazo y Tejada y de Prado, O.M. † (27 febbraio 1736 - 4 aprile 1736 deceduto)
- Ramón Francisco Agustín Eura, O.S.A. † (27 gennaio 1738 - 13 dicembre 1763 deceduto)
- Francisco Galindo Sanz, O. de M. † (4 maggio 1764 - 23 febbraio 1769 deceduto)
- Alonso Francisco Arango † (11 settembre 1769 - 11 febbraio 1775 deceduto)
- Pedro Benito Antonio Quevedo y Quintano † (15 aprile 1776 - 28 marzo 1818 deceduto)
- Dámaso Egidio Iglesias Lago † (21 dicembre 1818 - 13 novembre 1840 deceduto)
  - Sede vacante (1840-1847)
- Pedro José Zarandia Endara † (17 dicembre 1847 - 5 settembre 1851 nominato vescovo di Huesca)
- Luis de la Lastra y Cuesta † (18 marzo 1852 - 3 agosto 1857 nominato arcivescovo di Valladolid)
- José Ávila Lamas † (25 settembre 1857 - 2 gennaio 1866 deceduto)
- José La Cuesta Maroto † (25 giugno 1866 - 5 marzo 1871 deceduto)
  - Sede vacante (1871-1875)
- Cesáreo Rodrigo y Rodríguez † (23 settembre 1875 - 1895 deceduto)
- Pascual Carrascosa y Gabaldón † (2 dicembre 1895 - 15 maggio 1904 deceduto)
- Eustaquio Ilundáin y Esteban † (14 novembre 1904 - 16 dicembre 1920 nominato arcivescovo di Siviglia)
- Florencio Cerviño y González † (7 marzo 1921 - 31 gennaio 1941 deceduto)
  - Sede vacante (1941-1944)
- Francisco Blanco Nájera † (8 agosto 1944 - 15 gennaio 1952 deceduto)
- Ángel Temiño Sáiz † (8 ottobre 1952 - 15 maggio 1987 ritirato)
- José Diéguez Reboredo † (15 maggio 1987 - 7 giugno 1996 nominato vescovo di Tui-Vigo)
- Carlos Osoro Sierra (27 dicembre 1996 - 7 gennaio 2002 nominato arcivescovo di Oviedo)
- Luis Quinteiro Fiuza (3 agosto 2002 - 28 gennaio 2010 nominato vescovo di Tui-Vigo)
- José Leonardo Lemos Montanet, dal 16 dicembre 2011

## Statistiche
La diocesi nel 2021 su una popolazione di 275.663 persone contava 261.880 battezzati, corrispondenti al 95,0% del totale.
| anno | popolazione | popolazione | popolazione | presbiteri | presbiteri | presbiteri | presbiteri                | diaconi | religiosi | religiosi | parrocchie |
| anno | battezzati  | totale      | %           | numero     | secolari   | regolari   | battezzati per presbitero | diaconi | uomini    | donne     | parrocchie |
| ---- | ----------- | ----------- | ----------- | ---------- | ---------- | ---------- | ------------------------- | ------- | --------- | --------- | ---------- |
| 1950 | 408.565     | 410.260     | 99,6        | 572        | 520        | 52         | 714                       |         | 85        | 263       | 684        |
| 1970 | 380.335     | 381.061     | 99,8        | 634        | 560        | 74         | 599                       |         | 109       | 504       | 656        |
| 1980 | 385.200     | 386.000     | 99,8        | 558        | 480        | 78         | 690                       |         | 124       | 351       | 734        |
| 1990 | 316.513     | 317.628     | 99,6        | 482        | 427        | 55         | 656                       |         | 89        | 315       | 737        |
| 1999 | 311.715     | 312.450     | 99,8        | 420        | 379        | 41         | 742                       |         | 109       | 358       | 735        |
| 2000 | 311.670     | 312.400     | 99,8        | 412        | 372        | 40         | 756                       |         | 117       | 354       | 735        |
| 2001 | 310.795     | 311.530     | 99,8        | 404        | 366        | 38         | 769                       |         | 101       | 349       | 735        |
| 2002 | 311.652     | 312.400     | 99,8        | 396        | 359        | 37         | 787                       |         | 97        | 346       | 735        |
| 2003 | 314.107     | 315.407     | 99,6        | 396        | 360        | 36         | 793                       |         | 97        | 357       | 735        |
| 2004 | 314.107     | 315.407     | 99,6        | 393        | 358        | 35         | 799                       |         | 79        | 352       | 735        |
| 2013 | 285.506     | 294.746     | 96,9        | 333        | 308        | 25         | 857                       |         | 75        | 318       | 735        |
| 2016 | 278.909     | 284.429     | 98,1        | 305        | 266        | 39         | 914                       |         | 85        | 328       | 735        |
| 2019 | 272.223     | 278.723     | 97,7        | 296        | 260        | 36         | 919                       |         | 54        | 337       | 735        |
| 2021 | 261.880     | 275.663     | 95,0        | 285        | 250        | 35         | 918                       | 1       | 52        | 345       | 735        |